# Pourtalesia jeffreysi
Pourtalesia jeffreysi ist eine Art der irregulären Seeigel aus der Familie Pourtalesiidae. Es handelt sich damit um einen benthischen Bewohner der Weichsedimente in der Tiefsee. Die Art ist im Nordatlantik weit verbreitet und lebt in einer Meerestiefe von 50 bis mehr als 3000 m.

## Beschreibung
Wie bei allen Pourtalesiiden handelt es sich um einen irregulären Vertreter der Seeigel, d. h. die Tiere geben ihre Pentaradiärsymmetrie während der Ontogenese auf und werden sekundär bilateral-symmetrisch. Die Tiere erreichen eine Länge von 58 mm. Während die Vorderseite des Gehäuses quer verläuft, sind die Flanken und die Unterseite der Tiere konvex geformt. An der posterioren Seite bildet sich ein gerundetes Analrostrum aus. Die Länge der Stacheln ist einheitlich und beträgt etwa ein Drittel der Gehäuselänge.